# Breistroff-la-Grande
Breistroff-la-Grande là một xã trong vùng Grand Est, thuộc tỉnh Moselle, quận Thionville-Est, tổng Cattenom. Tọa độ địa lý của xã là 49° 27' vĩ độ bắc, 06° 13' kinh độ đông. Breistroff-la-Grande có điểm thấp nhất là 157 mét và điểm cao nhất là 242 mét. Xã có diện tích 10,63 km², dân số vào thời điểm 2005 là 526 người; mật độ dân số là 49,6 người/km². Xã thuộc Pháp từ năm 1769.

## Thông tin nhân khẩu
| 1962 | 1968 | 1975 | 1982 | 1990 | 1999 | 2005 |
| ---- | ---- | ---- | ---- | ---- | ---- | ---- |
| 267  | 277  | 281  | 320  | 338  | 416  | 507  |